# Хотел Југославија (песма)
Хотел Југославија је песма српске музичке групе E-Play и музичара Бајаге. Објављена је 18. новембра 2021. године као сингл.

## О песми
Хотел Југославија се описује као љубавна песма, прожета ретро поп звуцима осамдесетих.

## О споту
Спот је рађен у продукцији Радио-телевизије Србије и сниман је током пет дана у септембру 2021. године. Снимање је одлагано више пута, јер је тај месец био кишовит, а за спот је био потребан сунчан дан (и у тексту песме се помиње један ведар дан).

## Пријем међу слушаоцима и награде
Песма је 27. новембра 2021. изабрана за хит недеље на Радио Београду 202, у емисији Хит 202.
Емисија Бунт, која се приказује на РТС-у, доделила је ауторима ове нумере награду за најбољу песму 2021. године. Песма је добила највише гласова петочланог жирија у саставу: Катарина Епштајн (уредница емисије Поп карусел на Радио Београду 1), Ана Милићевић (уредница ТВ канала РТС Музика), Олга Кепчија (уредница и водитељка на Радио Београду 202), Стефан Јовчић (новинар и водитељ емисије Бунт) и Бранка Главоњић (ауторка емисије Бунт).

## Музичари
- Маја Цветковић — вокал, бас-гитара
- Момчило Бајагић — вокал
- Немања Велимировић — гитара
- Горан Љубоја Трут — бубњеви
- Александар Локнер — клавијатуре[1]

## Остале заслуге
- Марко Њежић — тонски сниматељ, миксовање
- Драган Алимпијевић Пик — тонски сниматељ
- Брајан Рашић — фотографије[1]